# Rumina (stacja kolejowa)
Rumina (biał. Руміна, ros. Румино) – stacja kolejowa w pobliżu miejscowości Rumina i Babiniczy, w rejonie orszańskim, w obwodzie witebskim, na Białorusi. Położona jest na linii Orsza - Krzyczew - Uniecza.